# Begej
Begej (rum. Bega) je rijeka u Rumunjskoj i Srbiji.
Izvire u planinama Poiana Ruscă, koje su dio Karpata. Teče kroz rumunjske gradove Făget i Temišvar, a u Srbiji kroz Žitište, Banatski Dvor, Zrenjanin, Titel i druga manja mjesta.
Begej se ulijeva u Tisu kod Titela.
Dužina Begeja iznosi 244 km, a od toga kroz Srbiju teče 76 km, a kroz Rumunjsku 178 km.

### Ostali projekti
|  | Zajednički poslužitelj ima još gradiva o temi Begej |